# Viraj cârlig
Un viraj cârlig (cunoscut și ca viraj în stil perimetru în Canada) este o manevră de ciclism sau un mecanism de control al traficului auto în care vehiculele care în intersecții ar vira în mod normal de pe banda de lângă axul drumului o vor face de pe banda de lângă bordură, trecând peste toate celelalte benzi de circulație.
Virajele cârlig sunt utilizate în mod obișnuit de bicicliști ca o alternativă mai sigură la împletirea cu traficul auto unde trebuie să traverseze mai multe benzi pentru a ajunge lângă ax.
Utilizarea legală a virajului cârlig de către autovehicule este relativ rară, dar a fost implementată în unele jurisdicții (în special Melbourne, Australia) pentru a menține centrul unui drum  necongestionat pentru a fi folosit de tramvaie sau alte servicii rutiere dedicate.

## Efectuarea unui viraj cârlig

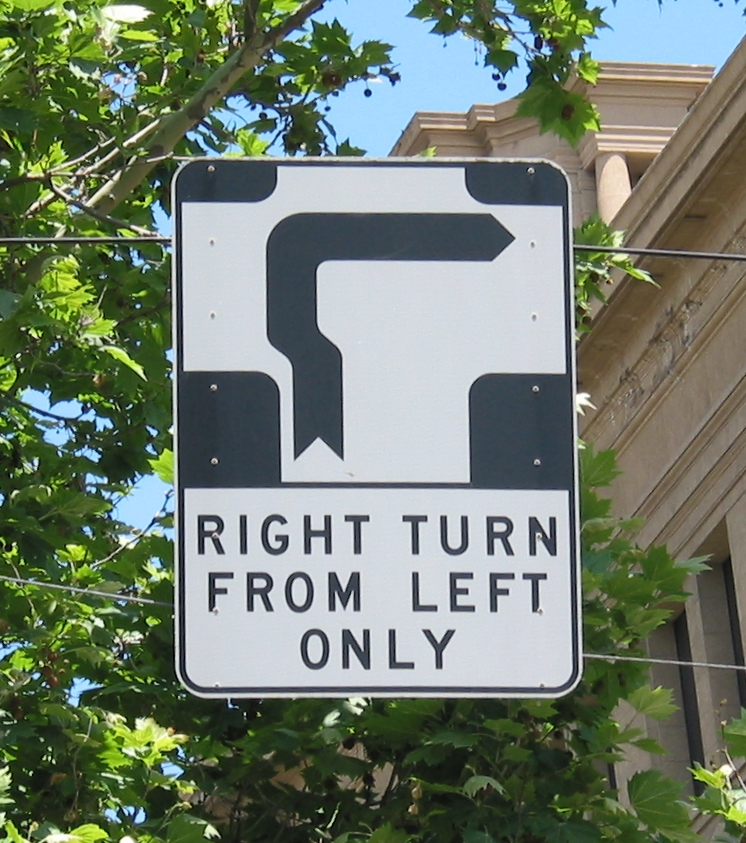
Semn de întoarcere cu cârlig în Melbourne, Australia (în Australia traficul se deplasează pe partea stângă)

1. Când semaforul este verde, vehiculul care virează se apropie și intră în intersecție din cât mai aproape de bordură. Dacă spațiul este insuficient, atunci trebuie să aștepte următorul ciclu al semaforului.
2. Vehiculul se deplasează înainte, fără a încălca trecerile de pietoni, până când ajunge cât aproape de banda din dreapta a drumului pe care dorește să ajungă.
3. Vehiculul rămâne în această poziție până când semafoarele de pe drumul în care intră trec pe verde.
4. Vehiculul face apoi dreapta pe drum și continuă drept înainte.

În multe jurisdicții, vehiculele ușoare, cum ar fi bicicletele și mopedele, pot face viraje cârlig în orice intersecție indiferent de semnalizare. De exemplu în Australia bicicliștii pot efectua în mod legal viraj cârlig la orice intersecție dacă nu este semnat altfel.  În Danemarca virajul cârlig este obligatoriu pentru bicicliști.
Virajele cârlig au fost inițial virajul standard la dreapta în Australia.  Diverse jurisdicții le-au eliminat treptat în momente diferite. Sydney și Newcastle s-au schimbat la virajele centrale în 1939.  Australia de Sud a renunțat la virajul cârlig la 30 noiembrie 1950.  Victoria a trecut la virajele centrale în 1954  pentru toate virajele la dreapta, cu excepția unor intersecții din Melbourne CBD, unde s-au păstrat virajele cârlig pentru a menține o distanță liberă în centrul drumului pentru tramvaiele orașului. Solicitarea vehiculelor să vireze de pe banda externă mai degrabă decât din mijlocul drumului, a evitat conflictele între vehicule și tramvaie fără a fi nevoie de benzi de circulație suplimentare sau de semnale modificate. 
De atunci virajele cârlig au fost implementate în multe alte jurisdicții, inclusiv Illinois, Beijing, Japonia, Taiwan, Germania, Danemarca, Țările de Jos și alte state din Australia . 
Au existat unele propuneri pentru ca virajele cârlig să fie mai larg implementate ca un înlocuitor pentru virajele convenționale în intersecție. Modelarea computerizată a indicat că virajele cârlig au potențialul de a reduce semnificativ întârzierile și congestionarea în majoritatea situațiilor, în special acolo unde fluxul general de trafic este mare. 

## Timp
În medie, un tramvai va economisi 11-16 secunde când trece printr-o intersecție care folosește viraje cârlig. 